# Дмитренко, Любомир Иванович
Любомир Иванович Дмитренко (род. 15 сентября 1942, с. Сколошив, Польша) — советский и украинский художник. Заслуженный деятель искусств Украины (1998). Член Национального союза художников Украины (с 1977). Участник советских и международных выставок.

## Биография
Родился 15 сентября 1942 года в с. Сколошив, Ярославского района, (Польша). С 1956—1961 учился в Львовском государственном училище декоративного и прикладного искусства. В 1969 году окончил Львовский институт прикладного и декоративного искусства (сейчас Львовская национальная академия искусств). Ученик профессоров Р. Ю. Сельского, Н. Ф. Чалого и М. В. Токарь.
В 1992—2003 годах — председатель секции монументально-декоративного искусства Киевской организации Национального союза художников Украины.
В 2009 году был председателем Государственной экзаменационной комиссии Киевской государственной академии декоративно-прикладного искусства и дизайна имени Михаила Бойчука.
Работы художника выставляются международных выставках и представлены в коллекциях музея Леси Украинки, Сумского областного художественного музея имени Н. Х. Онацкого, и других музеев Украины, а также находятся в частных собраниях коллекционеров многих стран мира.

## Произведения
- Гобелен «Леся Украинка» (1971), музей Леси Украинки, Киев
- Фреска — «От Аристотеля до Эйнштейна», (1972) Киевский политехнический институт
- Роспись — «Покрова Пресвятой Богородицы», (1998) Михайловский Златоверхий монастырь
- Икона — «Христос-учитель», (1998) Михайловский Златоверхий монастырь
- Роспись — «Преображение Господне», (2003—2004) в соавторстве с Дмитренко Н. Л. Владимирский собор (Херсонес)
- Роспись — «Апокалипсис», (2011) в соавторстве с Дмитренко А. Л. Успенский собор Киево-Печерской лавры

## Награды
- премия Ленинского комсомола (1977) — за серию офортов «Солдатские будни»
- Золотая медаль ВДНХ СССР (1972)
- Заслуженный деятель искусств Украины (1998)
- Орден Нестора Летописца 2 степени (2013)

## Семья
- жена — Дмитренко Татьяна Николаевна (1944) — художник
- сын — Дмитренко Андрей Любомирович (1969) — художник
- сын — Дмитренко Николай Любомирович (1984) — художник